# Häuserbuch
Ein Häuserbuch enthält die Besitzerfolge der Häuser in einer Stadt oder in einem Dorf. Ein Häuserbuch eines Dorfes, das vorwiegend oder nur die Besitzerfolgen der Bauerngüter enthält, wird oft als Güterchronik bezeichnet.
In der Regel enthält ein Häuserbuch Angaben über das Jahr des Besitzwechsels, den Kaufpreis, das Angeld, den Namen des Käufers und des verwandtschaftlichen Verhältnisses, wenn gegeben, zum Vorbesitzer (Sohn, Neffe, Schwiegersohn usw.) sowie den Quellennachweis für diese Daten. Bei Häusern, die im 20. Jahrhundert noch stehen, werden diese Daten oft noch ergänzt durch ein Foto des Hauses und durch eine detaillierte Beschreibung, wenn das Häuserbuch eher die Baugeschichte als die Personen- und Familiengeschichte belegen soll.
Quellengrundlage für ein Häuserbuch sind z. B. Lehnsakten, Erbbücher, Lagerbücher; Kurmudsregister, Kaufverträge, Pachtverträge, Hypotheken, Heiratskontrakte, Schenkungen, Brandkataster, Testamente, Huldigungslisten, Einwohnerverzeichnisse u. v. a. mehr. Manchmal lässt sich aus ihnen auch das Jahr des Baus oder Erwerbs des Hauses ermitteln.
Enthält ein Häuserbuch nicht nur die Namen der Besitzer, sondern auch die Namen und Daten der Familienangehörigen des Hausbesitzers bzw. aller Hausbewohner, dann geht ein Häuserbuch fließend in ein Ortsfamilienbuch über. Eine weitere mögliche Bereicherung sind Familienfotos.
Häuserbuch oder Güterchronik, erweitert zu einem Ortsfamilienbuch, sind der wichtigste Beitrag der Genealogie zur Heimatgeschichte unserer Gemeinden. In manchen Gegenden, z. B. in Bayern, wird die häuserweise Aufstellung eines Ortsfamilienbuchs dadurch angeregt, dass bereits die Kirchenbücher nach Häusern geordnet sind.